# Teateråret 1946

## Händelser

### Januari
- 24 januari Jens Lochers pjäs På tre man hand (Tre må man være) från 1943 har svensk premiär på Nya Teatern i Stockholm

### Okänt datum
- Lars-Levi Læstadius blir chef för Helsingborgs stadsteater

## Priser och utmärkelser
- Set Svanholm utnämns till hovsångare

## Årets uppsättningar

### Mars
- Mars - Astrid Lindgrens Pippi Långstrumps liv och leverne spelas på Vår teater [1] vid Medborgarplatsen [2].

### Okänt datum
- Edward Horans och Stanley Lupinos operett Behärska dig, kvinna (Lady Behave) har svensk premiär på Chinateatern i Stockholm
- Herbert Grevenius pjäs Krigsmans erinran uruppförs på Göteborgs stadsteater
- Benjamin Brittens opera Peter Grimes har svensk premiär på Operan i Stockholm.

## Avlidna
- 1 november – Richard Svanström, 57, svensk skådespelare.